# Pavimento pelvico
Il pavimento pelvico o diaframma pelvico è una regione anatomica del corpo umano che svolge un ruolo importante nella continenza urinaria e anale, nella funzione sessuale e nel supporto degli organi pelvici. Il pavimento pelvico include muscoli, sia scheletrici che lisci, legamenti e fasce e separa la cavità pelvica dal perineo. È formato dal muscolo elevatore dell'ano e dal muscolo coccigeo, oltre che da tessuto connettivo associato.
Il pavimento pelvico presenta due aperture: anteriormente lo iato urogenitale, attraverso cui passano l'uretra e la vagina, e posteriormente lo iato rettale, attraverso cui passa il canale anale.

## Funzione
È essenziale per il supporto dei visceri pelvici, ad esempio vescica, intestino, utero (nelle donne), e per il mantenimento della continenza grazie agli sfinteri urinario e anale. Facilita il parto costringendo il feto a ruotare per attraversare il cinto pelvico. Aiuta inoltre a mantenere una pressione intra-addominale ottimale.

## Rilevanza clinica

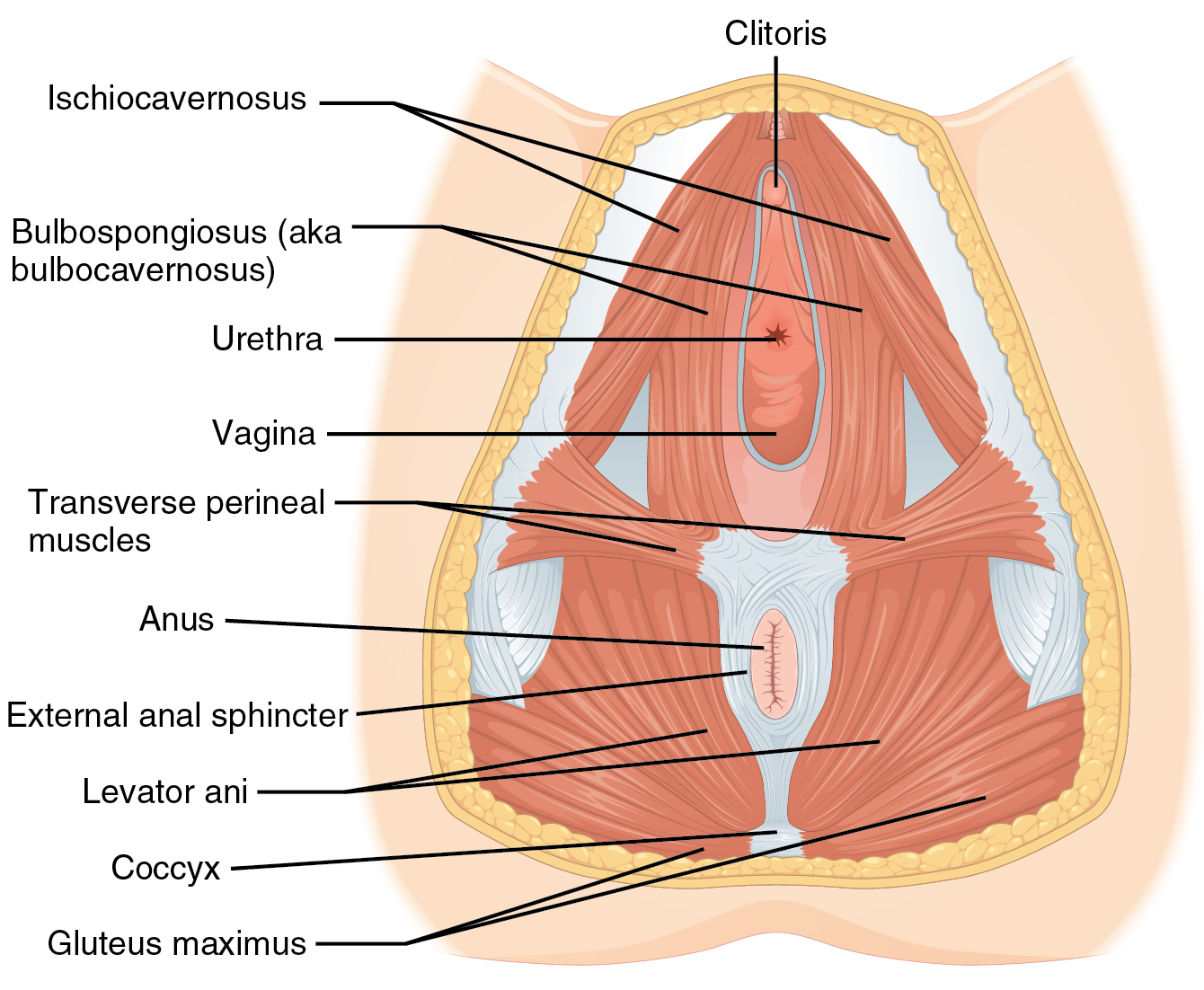
Pavimento pelvico femminile

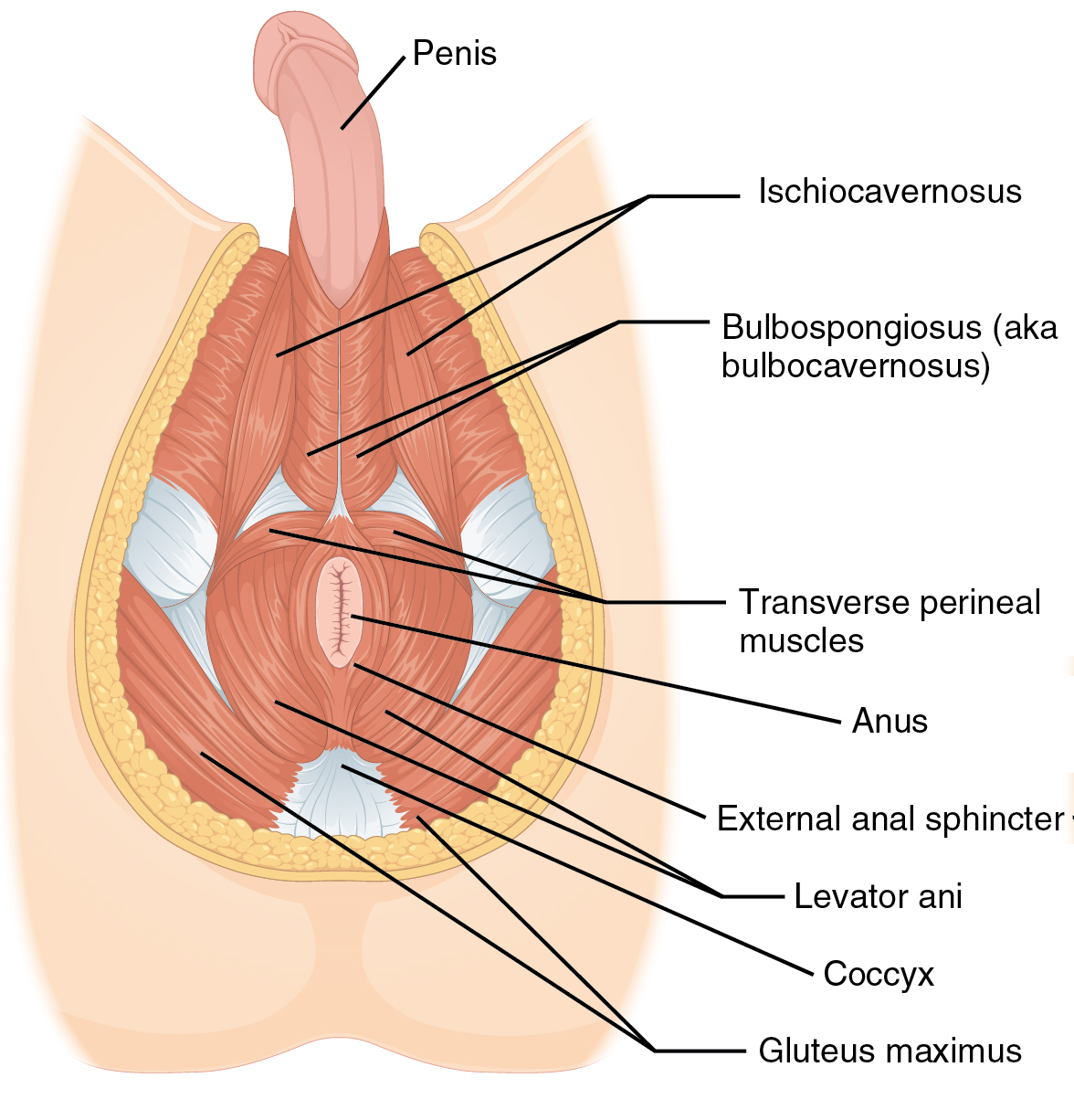
Pavimento pelvico maschile

Il pavimento pelvico può andare incontro ad alterazioni clinicamente rilevanti, che comprendono:
- Prolasso della parete vaginale anteriore:

- Cistocele (prolasso della vescica nella vagina)
- Uretrocele (prolasso dell’uretra nella vagina)
- Cistouretrocele (prolasso di vescica e uretra)

- Prolasso della parete vaginale posteriore:

- Enterocele (intestino tenue nella vagina)
- Rettocele (retto nella vagina)

- Prolasso apicale vaginale:

- Prolasso uterino (utero nella vagina)
- Prolasso della volta vaginale (post-isterectomia)

Disfunzioni del pavimento pelvico possono comparire anche in seguito a trattamenti per tumori ginecologici.
Un danno al pavimento pelvico può contribuire sia all’incontinenza urinaria sia al prolasso degli organi pelvici, con fuoriuscita parziale o totale di vagina, vescica, utero o retto. Le cause includono tono muscolare alterato, traumi pelvici, età, gravidanza, familiarità e assetto ormonale. Gli esercizi di Kegel possono rafforzare i muscoli del pavimento pelvico.
Le patologie posteriori includono prolasso rettale, rettocele, ernia perineale e disordini funzionali come l’anismo. La stitichezza conseguente è detta "stitichezza funzionale".

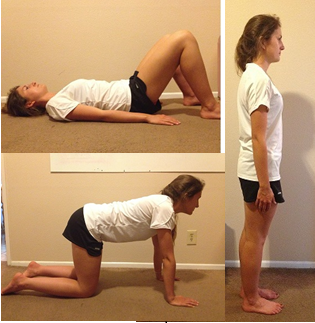
Diverse posizioni per eseguire gli esercizi del pavimento pelvico

Gli esercizi del pavimento pelvico (o esercizi di Kegel) migliorano tono e funzione muscolare, soprattutto nelle donne (più raramente negli uomini) con incontinenza urinaria da sforzo. Tuttavia, l’efficacia è scarsa senza supervisione e biofeedback, e nulla nei casi gravi. Il tono muscolare può essere stimato tramite un perineometro, che misura la pressione vaginale.
Nei casi gravi si può ricorrere a chirurgia per riparare o ricostruire il pavimento pelvico. Negli uomini, una prostatectomia radicale può compromettere la muscolatura pelvica, causando incontinenza urinaria, contrastabile con esercizi pre e post-operatori.  Anche la prostatite e la rimozione della prostata possono causare disfunzione erettile, migliorabile con esercizi mirati sotto guida fisioterapica.
La perineologia o pelviperineologia è la specialità che si occupa dei disturbi funzionali dei tre assi (urologico, ginecologico e coloproctologico) del pavimento pelvico.